# شيخو شاجاري
شيخو شاجاري (بالإنجليزية: Shehu Shagari)‏ رئيس نيجيريا الأسبق أطيح بحكمه في انقلاب عسكري سنة 1983.

## روابط خارجية
- شيخو شاجاري على موقع الموسوعة البريطانية (الإنجليزية)
- شيخو شاجاري على موقع مونزينجر (الألمانية)